# سامباوا (شهر)
سامباوا (به لاتین: Sambava) یک منطقهٔ مسکونی در ماداگاسکار است که در ساوا (ماداگاسکار) واقع شده‌است. سامباوا ۹۸٫۹ کیلومتر مربع مساحت و ۸۴٬۰۳۹ نفر جمعیت دارد.